# 愛德華八世灣
愛德華八世灣（英語：Edward VIII Bay）是南極洲的海灣，長約30公里，處於愛德華八世高原和厄于加倫島群，該海灣在1936年發現，以英國國王愛德華八世命名。
66°50′S 57°0′E / 66.833°S 57.000°E